# ليلى الشايب
ليلى الشايب (6 ديسمبر 1966 -)، إعلامية تونسية. عملت بالتليفزيون التونسي ثم بي بي سي العربي ثم التحقت بقناة الجزيرة الإخبارية في سبتمبر 1997. استقالت بعد ذلك منها والتحقت بقناة التلفزيون العربي.
تخرجت في معهد الصحافة وعلوم الإخبار بتونس، وقامت بالعديد من اللقاءات الصحفية والإعلامية، مع العديد من الشخصيات السياسية الهامة، وعدد من رؤساء الدول هي أيضاً كاتبة صحفية، ولها عامود صحفي في صحيفة الوطن القطرية، وكذلك تكتب الشعر. وتتحدث اللغات العربية والفرنسية والإنجليزية.

## وصلات خارجية
- موقع ليلى الشايب نسخة محفوظة 24 نوفمبر 2012 على موقع واي باك مشين.
- الجزيرة نت